# 鈴木基之
鈴木 基之（すずき もとゆき、1941年（昭和16年）2月7日 - ）は、日本の工学者（工学博士）。東京大学名誉教授。
国際連合大学特別学術顧問、東京工業大学監事（非常勤）、環境省中央環境審議会会長を歴任。 
専門は環境工学、移動速度論、吸着工学、バイオアッセイなど。一貫して東京大学生産技術研究所で研究生活を送る（のちに所長）。講師時代、カリフォルニア大学にて研究生活を送り、帰国後環境化学工学の研究室を主宰。以降、従来の学問領域を超えて環境問題解決を目指す研究活動を志す。
1991年から6年間文部省科学研究費補助金重点領域研究「人間 - 環境系の変化と制御」の代表、1997年から4年間同特定領域研究「ゼロエミッションを目指した物質循環系の構築」の代表を務めるなど、環境問題を総合的に把握し、人間活動のあるべき姿を描くことを志向する。国連大学副学長（1998年 - 2003年）就任後は、「環境と開発」部門を統括し、持続可能な森林管理、乾燥地における水管理、途上国における農業多様性等に関する多様な国際プロジェクトの主導に尽力する。また、国連大学におけるゼロエミッション普及啓発活動に学術面から参画をする。
2003年から放送大学教授として、環境工学（2003年、2007年）、人間活動の環境影響（2005年、原科幸彦と共著）、環境と社会（2009年、植田和弘と共著）など。
中央環境審議会会長（2005年 - 2013年)として、「21世紀環境立国戦略」の策定、環境基本法改正関わるなど、持続可能な社会の構築を目指した政策立案に主たる関心を有する。

## 人物
1941年2月、東京都中野区で生まれる。戦時中に山形県、戦後は鎌倉、博士研究員（ポスドク）時代にアメリカ（カリフォルニア大学デービス校）で過ごした以外は、東京に暮らす。自宅には2000年から太陽光発電装置を設置。趣味はゴルフ、音楽（モダンジャズ・クラシック）、落語鑑賞。学生時代には大学のコンボでサックスを担当。40年以上のパイプ愛好家。イコンの鑑賞も楽しむ。

## 学歴
- 1956年3月 - 東京教育大学附属中学校（現・筑波大学附属中学校） 卒業
- 1959年3月 - 東京教育大学附属高等学校（現・筑波大学附属高等学校） 卒業
- 1963年3月 - 東京大学工学部化学工学科 卒業
- 1965年3月 - 東京大学大学院工学系研究科 修士課程修了
- 1968年3月 - 東京大学大学院工学系研究科 博士課程修了（工学博士）

## 職歴
- 1968年4月 - 東京大学工学部 助手
- 1969年8月 - 東京大学生産技術研究所 講師
- 1969年9月 - カリフォルニア大学デービス校 博士研究員（1971年8月まで）
- 1973年2月 - 東京大学生産技術研究所 助教授
- 1984年9月 - 東京大学生産技術研究所 教授（2001年3月まで）
- 1995年4月 - 東京大学生産技術研究所 所長（1998年3月まで）
- 1998年4月 - 国際連合大学 副学長（2003年3月まで）
- 2003年4月 - 放送大学教養学部教授（2011年3月退職）
- 2003年4月 - 国際連合大学 特別学術顧問（2008年まで職）
- 2008年4月 - 東京工業大学 監事（非常勤）（2014年3月まで）
- 2011年4月 - 放送大学客員教授
- 2011年6月 - 富士電機(株)社外取締役

## 主な役職
- 環境省中央環境審議会会長、総合政策部会長、地球環境部会長（2005年1月 -　2013年2月 ）
- 経済産業産省産業構造審議会臨時委員（2005年1月 - 2009年）
- 総合科学技術会議専門委員（2007年4月 - 2010年）
- 国際水学会(IAWPRC)プログラム委員長（1988年 - 1990年）
- 化学工学会理事（1992年 - 1995年）
- 国際吸着学会（IAS）会長（1995年 - 1997年）
- 日本水環境学会会長（1997年 - 1999年）
- 日本吸着学会会長（1997年 - 1999年）
- 環境科学会会長（2007年 - 2008年）
- (一社)環日本海環境協力センター理事長（2007年 - ）
- (独)科学技術振興機構科学技術連携施策主監(2004年 - 2007年)
- (独)日本学術振興会国際事業委員会委員長(2005年 - 2011年)
- (独)国立環境研究所研究評価委員会委員長（2005年 - 2011年）
- (公社)国際EMECSセンター会長（2011年 - )
- (一社)日本UNEP協会代表理事(2015年 - )
- その外、上智大学地球環境大学院、蘭州大学（中国）、同済大学（中国）、清華大学（中国）、光州科学技術院（韓国）、鹿児島大学、鳥取大学乾燥地科学研究センターなどの客員教授、運営委員など歴任。

## 受賞
- 化学工学協会論文賞「活性炭の水溶液吸着速度」（1977年）
- 工業用水協会創立20周年記念論文一席「廃水処理の体系化」（1979年）
- ハンガリーヴェスプレム大学より名誉学位（DHC）（1991年）
- 化学工学会研究賞「吸着技術に関する研究」（1994年）
- 水環境学会学術賞「水処理のシステム化」（1995年）
- 環境科学会学会賞（1999年）
- 化学工学会学会賞「環境化学工学」（2000年）
- 環境保全功労者表彰（2000年）
- 国際水学会（IWA）ジェンキンス賞（2000年）
- 大韓環境工学会功労者表彰（2003年）
- 水環境学会学会賞（2003年）
- （財）とうきゅう環境浄化財団　社会貢献学術賞（2009年）
- 瑞宝中綬章（2020年）[1]

## 主な著書
- 1. Motoyuki Suzuki, Adsorption Engineering, Kodansha/Elsevier, 1990.
- 2. 鈴木基之, 活性炭--基礎と応用（新版）(Activated Carbon--Fundamentals and Applications, New Edition)、真田雄三・鈴木基之・藤元薫編、第3章「吸着と拡散」、第4章「再生と再生プロセス」, 1992.
- 3. M. Suzuki Ed., "Fundamentals of Adsorption-Proceedings of the Fourth International Conference on Fundamentals of Adsorption”, KODASHA, 1993.
- 4. M. Suzuki Ed., “New Environmental Technologies for Sustainable Growth”, JSPS, 1995.
- 5. 鈴木基之, 環境リスクの管理：バイオアッセイ　水環境のリスク管理，pp179-188，鈴木基之・内海英雄編，講談社，1998.
- 6. 鈴木基之, 吸着・イオン交換：化学工学便覧（第六版），丸善，689-734，1999.
- 7. 鈴木基之、生態工学の狙い：環境保全・創出のための生態工学、岡田光正・大沢雅彦・鈴木基之編，丸善，2000.
- 8. 鈴木基之監修：ゼロエミッション型産業をめざして、シーエムシー、2001.3
- 9. 鈴木基之監修・共著：ゼロエミッション屋久島プロジェクト、海象社、2004.5
- 10. 鈴木基之、環境工学、放送大学教育振興会/日本放送協会出版会、2003.2
- 11. 鈴木基之/原科幸彦：人間活動の環境影響、放送大学教育振興会/日本放送協会出版会、2005.2
- 12. 鈴木基之/東千秋：物質循環と人間活動、放送大学教育振興会/日本放送協会出版会、2007.2
- 13. 鈴木基之：環境工学（改訂版）、放送大学教育振興会/日本放送協会出版会、2007.2
- 14. 鈴木基之・武田計測先端知財団：続く世代に何を渡すのか ゆたかさ・環境・科学技術、化学同人、2008.2
- 15. 鈴木基之/植田和弘：環境と社会、放送大学教育振興会/日本放送協会出版会、2009.7
- 16. 鈴木基之/柏木孝夫：エネルギーと社会、放送大学教育振興会/日本放送協会出版会、2011.2